# Micrommia jugifera
Micrommia jugifera là một loài bướm đêm thuộc phân họ Arctiinae, họ Erebidae.